# Фильм писательницы
«Фильм писательницы» — художественный фильм южнокорейского режиссёра Хон Сансу с Ким Мин Хи и Чо Юнхи в главных ролях. Его премьера состоялась в феврале 2022 года на 72-м Берлинском кинофестивале, где картина получила гран-при жюри. Критики высоко оценили фильм как квинтэссенцию режиссёрского стиля.

## Сюжет
Главная героиня фильма — писательница, которая переживает творческий кризис. Встретившись с известной актрисой, у которой тоже настали не лучшие времена, она решает снять фильм.

## В ролях
- Ким Мин Хи — Гил-су
- Ли Хеён — Джун-хи
- Со Ёнхи
- Пак Мисо
- Квон Хэхё
- Чо Юнхи
- Ха Сонгук
- Ки Джубон
- Ли Ынми
- Ким Сиха

## Релиз и оценки
Премьерный показ «Фильма писательницы» состоялся в феврале 2022 года на 72-м Берлинском кинофестивале, где картина получила гран-при жюри. Позже её показали на кинофестивалях в Буэнос-Айресе и Стамбуле. 21 апреля того же года фильм вышел в театральный прокат в Южной Корее.
На сайте-агрегаторе отзывов Rotten Tomatoes картина получила рейтинг 100 % со средней оценкой 7,9/10. Критики с этого ресурса признали, что Хон Сан Су «подтвердила свою способность видеть в обыденности мудрость и красоту». На сайте Metacritic фильм получил 82 балла из 100, что указывает на «всеобщее признание».
Дэвид Руни из Hollywood Reporter написал в своей рецензии, что фильм «скрывает мысли об изолированности творческих сообществ, о тиканье часов в жизни художника и о важности оставаться открытым для поиска истины». При этом критик счёл картину «непростительно скромным вступлением, урезанным до такой степени, что кажется, будто оно ни о чём не говорит и в нём нет ничего особенно глубокого», «не столько важной новой главой, сколько дразнящей сноской ко всему, что [режиссёр] делал раньше». Гай Лодж (Variety) счёл, что «Фильм писательницы» не принадлежит к числу самых значительных работ Хон Сансу, но всё же может доставить удовольствие зрителю. По мнению Стефани Банбери (Deadline), фильм запечатлел «поток творческой жизни», а потому он и не должен был вызывать ощущение завершённости.
Джеймс Моттрам (South China Morning Post) поставил фильму 3,5 звезды из 5, отметив, что недостаточно терпеливого зрителя картина может разочаровать, хотя в ней «есть своя красота». Джейк Коул (Slant) оценил картину на 3,5 звезды из 4. По его мнению, Хон Сансу «ещё предстоит исчерпать свои методы извлечения значимости и красоты из самых банальных деталей, и, возможно, его самая сильная работа еще впереди». Деннис Шварц оценил фильм на «В+», назвав его «нежным, искренним и вдохновляющим». Рори О’Коннор (The Film Stage) дал картине оценку «В».